# Wings of a Butterfly
"Wings of a Butterfly" är den första singeln från albumet Dark Light av rockgruppen HIM. Det finns en musikvideo till låten, inspelad på Union Station i Los Angeles. Låten nådde första plats på Finlands singellista.

## Låtar
Internationella singeln
1. "Wings of a Butterfly"
2. "Poison Heart" (The Ramones cover)

Internationella maxisingeln
1. "Wings of a Butterfly" (Radio Edit)
2. "And Love Said No" (616 version)
3. "Vampire Heart" (Live at Donnington)
4. "Wings of a Butterfly" (Vidio)